# P120C
Il P120C è un motore a razzo a propellente solido in fase di sviluppo progettato da Avio in collaborazione con Airbus Safran Launchers come primo stadio del Vega C e come razzo ausiliario del lanciatore Ariane 6.

## Storia
In seguito al successo dei primi lanci del Vega, si iniziò a proporre una possibile evoluzione del motore P80 in grado di aumentare il carico utile del Vega ma anche come razzo ausiliario di una versione migliorata del lanciatore pesante Ariane 5. Furono studiate più di 30 varianti del P80 con quantità del propellente via via crescente. Nel dicembre del 2014, il consiglio dei ministri dell'Unione Europea valutò favorevolmente la proposta dell'ESA di sviluppare una versione maggiorata del Vega con un motore P120C al primo stadio, motore che sarebbe stato "comune" (da qui la "C" nella sigla) con quello dei razzi ausiliari del futuro Ariane 6.
Il 12 agosto 2015 fu firmato il contratto tra Airbus Safran Launchers (ASL), l’Agenzia Spaziale Francese CNES ed European Launch Vehicle (ELV) e la joint venture tra l’Agenzia Spaziale Italiana (ASI) ed Avio Group per la progettazione e costruzione della versione P120C.
Nel giugno del 2017 il primo involucro in composito prodotto nello stabilimento Avio di Colleferro fu provato con successo ai carichi statici e dinamici previsti durante il lancio. A settembre, presso il sito di lancio in Guyana francese, la Regulus (responsabile della produzione e caricamento del propellente solido dei motori del Vega e dei razzi ausiliari dell'Ariane 5), caricò il primo involucro con propellente inerte per verificare la qualità del processo.
Il 16 luglio 2018 fu provato con successo al banco prova del Centro spaziale guyanese il primo (denominato DM) dei tre motori P120C necessari alla sua certificazione al volo. Caricato con 142 tonnellate di propellente, ha soddisfatto i requisiti di progetto sia come primo stadio del Vega C che come razzo ausiliario per l'Ariane 6.
Il 28 gennaio 2019 il primo modello di certificazione (denominato QM1) ha completato la prova di qualificazione al volo propedeutica al primo lancio del Vega C previsto entro il primo trimestre del 2020, poi rimandato all'anno seguente, e infine effettuato il 13 luglio 2022.
Il 7 ottobre 2020, l'ultimo dei tre modelli di certificazione (stavolta nella configurazione destinata a costituire i razzi ausiliari dell'Ariane 6) ha completato la prova di tiro al banco superando tutti i nest necessari alla qualificazione al volo.

## Caratteristiche tecniche
Il P120C si compone di una struttura monolitica in composito (fibre di carbonio preimpregnate di resina epossidica) che contiene il grano di propellente e funge contemporaneamente da camera di combustione. Per la sua costruzione, presso lo stabilimento Avio di Colleferro, sono necessari circa 5000 chilometri di fibre di carbonio che sono avvolte con un procedimento automatizzato su uno stampo rotante (mandrino) ricoperto di uno strato isolante che funge da protezione termica tra le pareti in composito (dello spessore di 25 cm) ed il propellente che raggiunge i 3000 °C durante la combustione.
L'impiego di materiali compositi al posto del metallo per la costruzione dell'involucro permette, a parità di volume utile, di risparmiare il 40% nel peso delle strutture a tutto vantaggio del carico utile trasportabile. Con i suoi 11,7 metri di lunghezza e 3,4 di diametro, l'involucro in composito del P120C è il più grande al mondo costruito in un solo pezzo. Una volta terminato il processo di avvolgimento (che dura 33 giorni ad una temperatura costante di 21 °C), l'involucro completa il processo di polimerizzazione in autoclave e viene rifinito esternamente. Spedito via mare presso il sito di lancio in Guyana, è lì caricato con il propellente ed allestito con l'ugello di scarico prodotto dalla ArianeGroup.